# Pauli Nevala
Pauli Lauri Nevala (Pohja, 30 de novembro de 1940 – 20 de junho de 2025) foi um atleta finlandês de lançamento do dardo.
Participou dos Jogos Olímpicos de Verão de 1964, onde ganhou uma medalha de ouro, e ainda na edição de 1968.